# Anibare
Anibare là một quận của đảo quốc Thái Bình Dương Nauru. Quận thuộc Khu vực bầu cử Anbar. Dân số của quận là 160, đây là quận ít dân nhất đảo quốc. Quận nằm ở phía đông của đảo và có diện tích là 3,1 km².